# Tipula browniana
Tipula browniana är en tvåvingeart som beskrevs av Alexander 1940. Tipula browniana ingår i släktet Tipula och familjen storharkrankar.
Artens utbredningsområde är Panama. Inga underarter finns listade i Catalogue of Life.